# أر جيه هامبتون
أر جيه هامبتون (بالإنجليزية: R. J. Hampton)‏ هو لاعب كرة سلة أمريكي يلعب في مركز لاعب هجوم خلفي أو مدافع مسدد الهدف في نادي أورلاندو ماجيك.

## روابط خارجية
- أر جيه هامبتون على موقع الاتحاد الدولي لكرة السلة (الإنجليزية)
- أر جيه هامبتون على موقع إن بي أي (الإنجليزية)
- أر جيه هامبتون على موقع سبورتس رفرنس (الإنجليزية)
- أر جيه هامبتون على موقع كرة السلة الأوروبية.كوم (الإنجليزية)
- أر جيه هامبتون على موقع إي إس بي إن.كوم (الإنجليزية)
- أر جيه هامبتون على موقع ريلجم (الإنجليزية)
- أر جيه هامبتون على موقع بروبوليرز (الإنجليزية)
- أر جيه هامبتون على موقع سبورتس رفرنس (الإنجليزية)